# 岩屋山 (長崎県)

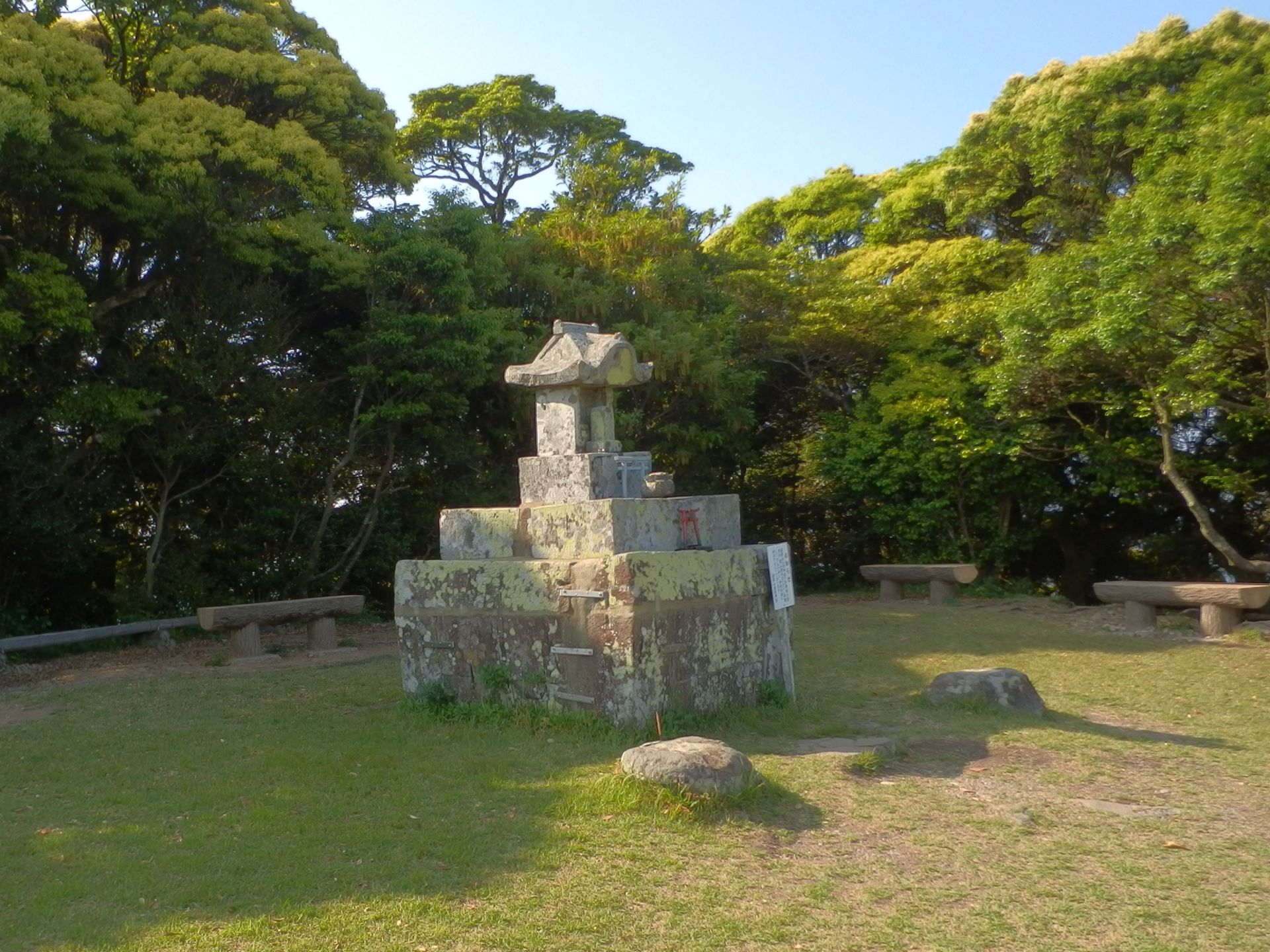
山頂広場にある石積みの祠

岩屋山（いわやさん）は、長崎県長崎市北西部に位置する標高475.2mの山。時津町の南方に位置する非火山性孤峰である。古くから信仰の山として崇められ、長崎七高山に数えられる。

## 概要
周辺の稲佐山や金毘羅山などとともに一つだった火山が侵食等で残って形成されたといわれる。北側は急斜面となっているのに対し、南側は緩斜面となっている。
岩屋山山頂からは東方及び南方には開けており、長崎市街、稲佐山、長崎港等を望むことができる。これに対して西方及び北方は樹木に遮られており、ほとんど眺望はない。登山道か判断しにくい場所もあり、地元の登山同好会より案内板が頂上に設けられている。
『長崎図志』によれば、「大権現」の三字を刻んだ碑があり、かたわらに数十人が入れる石窟（いわや）があったので、これにより岩屋山の名がつけられた。伝説によれば行基菩薩が開山した岩屋山神宮寺もこの山にあったと言われる。

## 特色・名所
- 岩屋神社
- 北から時計回りに西までを町に囲まれアクセスしやすい。また、炭釜跡が多数見られるほか、中腹手前では家屋の跡もあるなど、昔から人の出入りにより登山道は分岐と連結が繰り返している。
  - 白鳥町 ー 油木町線道路が開通し、九州自然歩道が一部分断されている。
  - 携帯電話は頂上で通話可能。

## 登山コース
よく知られたコースは以下の通り。所要時間はおおよそ。地図上の距離は平面の直線距離で、実際の道のりではない。
- 岩屋神社 : 60分。西のふもとにある岩屋神社から登る。成人では60分以下でも到着できる最短ルート。拝殿奥鳥居の谷沿いを取り、大岩から南側尾根へ急傾斜の石段を登る。頂上近くまでの登山道北側は崖となっている。
- 岩屋神社 : 90分。拝殿奥からではなく、二の鳥居左(南)からのルート。前半、尾根を南向きへ巻き緩やかに中腹手前で九州自然歩道に連結する。
- 九州自然歩道: 90分。長崎県立総合体育館近く坂道からのルート。九州自然歩道のプレートがスタート地点の坂道に埋め込まれている。緩やかで整備された尾根伝いを歩く。小学生の遠足コースにもなっている。白鳥町ー小江原線道路を横断する必要がある。住宅地や農地、広葉樹、針葉樹地帯を抜けるなど変化に富む。中腹から頂上までは傾斜のきつい石段となる。
- 警察学校横: 60分。長崎警察学校横の車道を登る。途中で小江原池と連結する地点で砂利道とも分岐。砂利道は頂上西近くを通る。小江原池とも連結した尾根を中腹まで歩き、先は九州自然歩道ルートにつながる。
- 小江原池: 60分。明星タクシー裏、または西の車道からのルート。砂利道から北西向きの尾根伝いを登る。警察学校のルートに連結。
- 滑石４丁目: 100分。登り口は複数存在している。南側に比べて険しい尾根伝いで距離もある。登山道は未整備のため道から外れやすく、頂上には地元登山会からこの主旨の注意札がある。
- 舞岳鞍部: 120分。式見ダムから東へ向かうルート。九州自然歩道でもある。人工樹林の石垣沿いを左右に巻きながら尾根上まで登り、そこからは平坦な道に変わり砂利道を2度横断。2度目の砂利道を横断してからは石丸太の階段となる。登りきると再び緩やかな道を歩き、防災広場、そして頂上につながる。

各ルートは分岐、合流が多い。
- 岩屋神社: 神社手前の階段を上がると左手にもルートがあり、滑石４丁目ルートに連結。
- 九州自然歩道: 白鳥町ー小江原線道路から小江原池や警察学校横のルートもとれる。
- 小江原池:  池の上流沿いから九州自然歩道に連結するルートもある。
- 警察学校横: 砂利道を歩き続けると舞岳ルートに連結し、頂上にアクセスできる。
- 滑石４丁目: 大宮、烏帽子岳(上床)方面にもつながる。
- 舞岳鞍部: ダムの登り口から５分ほどで上浦町、岩屋山と舞岳へ分岐する。